# 卡坦加区
卡坦加区（俄语：Катангский район）是俄罗斯联邦伊尔库茨克州下辖的一个区，其行政中心为叶尔博加乔恩。据2016年统计，该区的人口为3459人。